# Rineke Dijkstra
Pour les articles homonymes, voir Dijkstra.
Rineke Dijkstra est une photographe, née le 2 juin 1959 à Sittard, dans le Limbourg néerlandais. Elle habite et travaille à Amsterdam.

## Biographie
Rineke Dijkstra naît le 2 juin 1959 à Sittard aux Pays-Bas. Elle étudie à l'académie Gerrit Rietveld d'Amsterdam, de 1981 à 1986.
Sa première exposition personnelle date de 1984 à la galerie De Moor (Amsterdam). Elle travaille d'abord pour des magazines en tant que photographe indépendante. À la fin des années 1990, elle réalise la série Portraits de plage qui lui apportent la reconnaissance et sont exposés au MoMA. Les sujets sont pris en légère contre-plongée avec un minimum de mise en scène. Ils choisissent la pose qu'ils préfèrent. Dès lors, la photographie montre cette tension entre la représentation et l'identité.
En 1994, au Portugal, Rineke Dijkstra photographie, dans la série Bull-fighters, des toreros au moment où ils quittent l'arène saisissant la tension encore vivace et l'épuisement de ceux-ci. Comme en contrepoint de cette série où la mort est omniprésente, elle photographie en 1994, des femmes qui viennent juste d'accoucher cherchant à capter le mélange d'émotions qui bouleversent la jeune mère. D'autres séries confirment encore cette intention comme Disco girls ou Tiegarten, où sont photographiés des enfants dans des jardins, ainsi que des séries de légionnaires français ou de militaires israéliens qui posent en uniforme et en civil. 
En 1996, elle réalise sa première vidéo, intitulée The buzzclub, Liverpool, UK/Mysteryworld, Zaandam, NL. Filmés pendant deux ans, les habitués de deux discothèques, l'une à Liverpool, l'autre à Zaandam, cherchent à dominer l'image qu'ils peuvent donner mais ne peuvent laisser échapper ce qu'ils sont réellement. Cette tension qui est une constante de l'œuvre de Rineke Dijkstra se retrouve donc aussi dans son travail vidéo, par exemple Annemiek (1997).
En 2005, elle fait l'objet d'une rétrospective au Jeu de paume, à Paris, de même qu'en 2012 au musée d'art moderne de San Francisco et au musée Guggenheim de New York. Cette même année, elle reçoit un Honorary Fellowship de la Royal Photographic Society.

## Technique
Dès sa première série, elle instaure un mode opératoire qu'elle maintiendra par la suite. Les sujets sont pris frontalement dans un décor restreint ; la lumière naturelle est préférée mais parfois soutenue par le flash et la prise de vue se fait sur négatif couleur au moyen d'une chambre photographique.

## Œuvre
Son travail photographique se caractérise par des portraits frontaux, qui cherchent à montrer la fragilité de l'être humain.
Rineke Dijkstra travaille par séries, notamment :
- adolescents sur la plage ;
- femmes juste après leur accouchement ;
- toreros juste après la mise à mort du taureau ;
- femmes soldats israéliennes juste après leur enrôlement.

Elle est représentée par la galerie Marian Goodman à New York et à Paris.

## Prix et distinctions
- 1987 : prix Kodak, Pays-Bas
- 1990 : nomination, Young European Photographers
- 1991  : Epica Award for Best European Advertising Photography
- 1993  : Art Encouragement Award Amstelveen, Aemstelle, Amstelveen, Pays-Bas
- 1994  : Werner Mantz Award
- 1999  : The Citibank Private Bank Photography Prize, villa Arson, Nice, France
- 2017 :  Prix international de la Fondation Hasselblad, Hasselblad Foundation, Göteborg

## Expositions récentes
- 2004-2005 : « Photographies et vidéos, 1991-2004 », Jeu de paume, Paris
- 2012 : 
  - rétrospective au musée d'art moderne de San Francisco
  - rétrospective au musée Solomon R. Guggenheim, New York
- 2015 :
  - exposition de l'une de ses œuvres au Grand Palais, Paris
- 2017 :
  - Stedelijk Museum, Amsterdam
  - Musée d'art moderne Louisiana, Humlebæk
- 2023 : œuvres photographiques vidéos à la Maison européenne de la photographie, Paris[6]